# Kvint Cecilij Metel Makedonec
Kvint Cecilij Metel Makedonec (latinsko Quintus Caecilius Metellus Macedonicus), starorimski državnik in general, * ok. 188 pr. n. št., † 116/115 pr. n. št.
Metel je bil leta 148 pr. n. št. pretor, leta 143 pr. n. št. konzul, leta 142 pr. n. št. prokonzul Prednje Hispanije in leta 131 pr. n. št. cenzor. Svoj nadimek 'Makedonec' je dobil zaradi zmage nad Makedonci v četrti makedonski vojni.

## Kariera

### Četrta makedonska vojna
Leta 148 pr. n. št. je kot pretor dvakrat popeljal rimske čete do zmage nad Andriskom. Andrisk je bil samooklicani pretendent makedonskega prestola, ki je trdil, da je sin Perzeja, zadnjega kralja Antigonidske dinastije. Andrisk se je proti Rimu bojeval z namenom osvoboditve Makedonije z vojsko, rekrutirano iz Trakije. Pod Metelovo oblastjo je bila Makedonija zmanjšana in postala rimska provinca. Za to je bil nagrajen z nadimkom Makedonec in od takrat je v medalje svoje družine uvedel makedonski grb.

### Ahajska vojna
Leta 146 pr. n. št. je premagal Kritolaja iz Megalopolisa v bitki pri Skarfeji in Arkadijce pri Heroneji, vendar je bil Metel nato poslan  še v boj v ahajsko vojno, da bi maščeval žalitev, storjeno rimski ambasadi v Korintu. Boril se je pod poveljstvom konzula Lucija Mumija Ahajca, čigar končna zmaga v vojni proti ahajski ligi in razdejanje Korinta je Makedoncu preprečila takojšnje praznovanje časti triumfa, ki si ga je zaslužil s svojim uspehom v bitki pri Skarfeji. Po vrnitvi v Italijo je prejel čast triumfa in nadimek Macedonicus. Nekaj časa po tem je zgradil Oktavijev portik (Porticus Metelli) poleg Circus Flaminius na južnem Marsovem polju, ki je vseboval dva templja: enega posvečenega Jupitru Statorju in enega posvečenega Junoni. Splošno je sprejeto, da je bil Metel odgovoren za gradnjo templja Jupitru; sporno je, ali je zgradil tudi tempelj Junoni. To sta bila prva marmorna templja v Rimu in Metel ju je okrasil z Lizipovimi konjeniškimi kipi Aleksandrovih generalov.

### Numantinska vojna
V letih 143-142 pr. n. št. je kot rimski konzul vodil kampanjo proti Keltibercem v osrednji Hispaniji med Numantinsko vojno, premagal je plemena Arevacev, Lusonesov, Bellijcev, Titijev in Vakejev. Ni se soočil z mestom Numantija, ki je nato postalo žarišče vojne in se je upiralo deset let.

### Politika
Leta 133 pr. n. št. je imel govor, v katerem je napadel Tiberija Grakha glede načrta tega tribuna, da bi zaobšel tradicionalno pristojnost senata in obdržal ogromno bogastvo nedavno umrlega Atala III. iz Pergamona pod nadzorom Plebejske skupščine. Atal je svoje kraljestvo zapustil ljudem Rima. Metel je bil leta 131 pr. n. št. izvoljen za rimskega cenzorja in se je pogumno zavezal, da bo ustavil naraščajoče propadanje rimskih tradicij. V govoru, ki ga je imel ob svojem imenovanju, je predlagal, da mora biti zakonska zveza obvezna za vse državljane, da bi se končalo takrat razširjeno liberalno obnašanje. Stoletje pozneje je Gaj Avgust Oktavijan dal ta govor prebrati v rimskem senatu in ga objavil kot edikt za znanje in preporod rimskega ljudstva. Njegova moralizatorska prizadevanja so zbudila močno ljudsko nasprotovanje, ki ga je vodil tribun Gaj Atinij Labej Macerij, ki ga je predhodno izključil iz senata. Na Tarpejski skali ga je skoraj ubila razjarjena množica.
Kasneje je prišlo do nekaterih nesoglasij med njim in Scipionom Emilijanom, a njegovih zaslug ni zanikal. Njegovo smrt je objokoval in svojim sinovom je naročil, naj Emilijanovo truplo prepeljejo na pogrebni oder.
Umrl je leta 116/115 pr. n. št. Na splošno je bil spoštovan kot paradigma srečnega Rimljana, saj je iz slavnega rodu združeval vse vrste civilnih in vojaških časti ter zapustil veliko družino štirih sinov, od katerih je bil eden takrat konzul, dva sta že bila in eden bo kmalu. Njegova dva zeta, Publij Kornelij Scipion Nasika in Gaj Servilij Vatija, bosta prav tako dosegla konzulstvo.

## Družina
Bil je najstarejši sin Kvinta Cecilija Metela in vnuk Lucija Cecilija Metela.
Bil je oče:
- Kvinta Cecilija Metela Balearika
- Lucija Cecilija Metela Diademata
- Marka Cecilija Metela
- Gaja Cecilija Metela Kaprarija
- Cecilije Metelle, rojene okoli 170 pr. n. št., žene Publija Kornelija Scipiona Nasike
- Cecilije Metelle, rojene okoli 170 pr. n. št., žene Gaja Servilija Vatije
- Cecilije Metelle, žene Kvinta Servilija Cepiona

## V popularni kulturi
V filmu Centurion iz leta 1961 je Metela igral Gordon Mitchell.
Legenda o Metelu, kako je leta 142 pr. n. št. odpravil obleganje Centobrigije zaradi reševanja nedolžnih življenj je uprizorjena na sliki Armand-Charlesa Caraffeja Metel odpravlja obleganje.